# Regiões da Gâmbia
A Gâmbia está dividida em 5 regiões (até 2007 eram conhecidos como "divisões") e uma cidade, a capital Banjul.

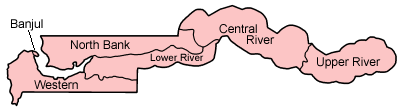
Divisões da Gâmbia.